# 上田温泉電軌12号形電車
上田温泉電軌12号形電車（うえだおんせんでんき12ごうがたでんしゃ）は、上田交通の前身事業者のひとつ、上田温泉電軌（温電）で使用されていた電動4輪単車の電車である。

## 上田温泉電軌12号形
上田温泉電軌が開業翌年の1922年（大正11年）5月24日付監第1003号で認可を受け新造した車両である。
名古屋電車製作所にて12 - 15の4両が製造されたが、車体構造および外観デザインは先行して導入された1号形に準じ、側面上部が丸みを帯び、側面窓配置はo8oで、幕板屋根と幕板が一体化した意匠であった。
主に青木線で使用され、先に玉電から購入した1号形11両の廃車が始まった1932年頃から主力車両となる。しかし1938年に青木線が廃止になると、4両全車が菊池電気軌道（1942年に菊池電気鉄道と改称、1948年から熊本電気鉄道）に譲渡され形式消滅した。

## 菊池電気鉄道モハ11形
菊池電気軌道では最初温電時代の番号のまま使用していたが、1942年に菊池電気鉄道に社名変更された際、車番整理が行われモハ11形11 - 14となる。しかし1945年7月1日の熊本大空襲により4両とも全焼し、黒焦げの車体を残して休車。戦後復旧されることなく、1947年11月に廃車された。